# Jaime Lusinchi
Jaime Ramón (Chacín) Lusinchi (Clarines, 27 de mayo de 1924-Caracas, 21 de mayo de 2014) fue un médico pediatra y dirigente político venezolano. Fue presidente de la República durante el período constitucional (1984-1989) y senador vitalicio de la República entre 1989 y 1999. 
Su mandato se caracterizó por una crisis económica, crecimiento de la deuda externa, políticas populistas, depreciación de la moneda e inflación, acusaciones de corrupción como el Caso RECADI, escándalos morales por su relación extramarital con su secretaria Blanca Ibáñez y partidización del Estado de la mano de su partido Acción Democrática que agudizó la crisis del sistema político instaurado en 1958.

## Biografía

### Primeros años
Hijo de María Angélica Lusinchi, de ascendencia corsa, Jaime Lusinchi nació en Clarines, Anzoátegui, el 27 de mayo de 1924. Al crecer sin la presencia de un padre, inicia sus estudios de primaria en su ciudad natal y continúa en Puerto Píritu, y la secundaria en el Colegio Federal de la ciudad venezolana de Barcelona, recibiendo clases de Historia y Filosofía de la mano de Antonio Léidenz, quien lo incorpora en la política, trabajando conjuntamente con el Partido Democrático Nacional antecesor de lo que sería desde 1941 Acción Democrática. Ese mismo año contrae matrimonio con Gladys Castillo.
En 1941 comienza a estudiar Medicina en la Universidad de los Andes en Mérida, pero pronto se traslada a Caracas continuando su carrera en la Universidad Central de Venezuela. Durante sus años de estudiante universitario, se destaca en la actividad política, siendo secretario del Consejo Escolar de Medicina de la Universidad Central de Venezuela, vicepresidente de la Asociación de la Juventud Venezolana y vicepresidente de la Federación de Estudiantes de Venezuela.
El 20 de septiembre de 1947, Jaime Ramón Lusinchi se gradúa de médico en la Universidad Central de Venezuela, con la tesis Hipertensión en obreros del Seguro Social, como parte de la promoción Domingo Luciani. Durante esta época contraerá nupcias con Gladys Castillo, con quien tuvo 5 hijos. Se especializa en el área de pediatría, cursando postgrado en la Universidad de Buenos Aires, en la cátedra del profesor Juan P. Garrahan, 1952, Universidad de Santiago de Chile, con el profesor Arturo Scroogie, 1952-1956 y en la Universidad de Nueva York, entre 1957 y 1958. 
En el orden profesional, entre sus primeras labores se encuentran, el trabajo como médico rural en Cantaura y San Joaquín (Estado Anzoátegui) entre 1947-1948, médico del hospital de la empresa Mene Grande Oil Company, en San Tomé, 1948-1950, médico interno del Hospital de Emergencia de Salas en Caracas, 1950-1952, médico residente extranjero del Hospital de Clínicas de Buenos Aires, 1953, médico de planta del hospital Roberto del Río en Santiago de Chile, 1952-1956, médico residente en la sección de pediatría del Lincoln Hospital y del Centro Médico Universitario Bellevue, Nueva York, 1956-1958, instructor en el Instituto Nacional de Puericultura, así como médico adjunto del servicio de pediatría del Hospital Pérez de León de Caracas, entre 1958 y 1960.

## Activismo político
En 1937, a la edad de 13 años, Lusinchi se unió al Partido Democrático Nacional, organización creada por Rómulo Betancourt contra el gobierno de Eleazar López Contreras. En 1941, Lusinchi estuvo presente en la fundación del partido socialdemócrata Acción Democrática sucesor del PDN. En 1948 fue electo presidente del Concejo Municipal del Distrito de Freites y presidente de la Asamblea Legislativa de Anzoátegui, así como secretario regional de Acción Democrática. 
En el ámbito político, Jaime Lusinchi, fue elegido diputado al Congreso Nacional en 1948 por Acción Democrática, viéndose interrumpido en sus obligaciones, a raíz del golpe de Estado que derrocó a Rómulo Gallegos el 24 de noviembre de ese mismo año. En Caracas formó parte de la organización clandestina de Acción Democrática que, en coordinación con la dirigencia en el exilio, estableció una resistencia organizada a la dictadura militar. Lusinchi adquirió responsabilidades en las secretarías nacionales de organización y propaganda, y fue miembro del Buró Político del partido.  
En 1950, formó parte de los organizadores de la huelga nacional de trabajadores petroleros. Tras la consumación del fraude electoral de 1952, y la auto-proclamación de Marcos Pérez Jiménez como presidente de Venezuela, fue detenido por la Seguridad Nacional durante 31 días, recibiendo torturas. De allí fue trasladado a la Cárcel Modelo, exiliándose al poco tiempo. 
Tras la caída del gobierno de Pérez Jiménez, el 23 de enero de 1958, Jaime Lusinchi retorna a Venezuela. integra el Comité Ejecutivo Nacional (CEN) de Acción Democrática como secretario de Asuntos Internacionales, y el 7 de diciembre de ese año es electo nuevamente diputado por el estado Anzoátegui, ocupando este cargo hasta 1978, cuando es electo senador. En 1977, Lusinchi postuló sin éxito a la presidencia de Acción Democrática y en las elecciones de 1978 fue derrotado por Luis Piñerúa Ordaz (quien a su vez perdió frente al candidato de Copei, Luis Herrera Campíns). Luego de esto, Lusinchi fue electo senador para el período 1979-1984. En marzo de 1981, es electo por consenso de su partido, secretario general, logrando así, un camino más seguro para su candidatura en las elecciones presidenciales de 1983.
Para  las elecciones de 1983, se presentaron Jaime Lusinchi, por Acción Democrática (usando los eslóganes “Esto no lo aguanta nadie” y “Con AD se vive mejor”) Rafael Caldera, por Copei (con el lema "Un Candidato Nacional“) Teodoro Petkoff, representa al MAS (“El nuevo Rostro”; “Con las Ideas bien Puestas “), José Vicente Rangel, con el PCV y otros partidos (le acompaña el dicho: “Socialismo a la venezolana”).
El 4 de diciembre de ese año, con el 56% de los votos, Lusinchi era anunciado como presidente electo. La participación electoral fue del 87,75%, con una abstención del 12,25%. Lusinchi obtiene la victoria sobre Caldera con una ventaja de 1.475.555 votos (22,18 % de diferencia). Petkoff llega de tercero, José Vicente y Andrés Velásquez cuarto y quinto respectivamente. Acción Democrática obtuvo la mayoría absoluta en el Congreso.
El 2 de febrero de 1984 prestó juramento como presidente de Venezuela por un período de cinco años.

## Presidente de Venezuela (1984-1989)

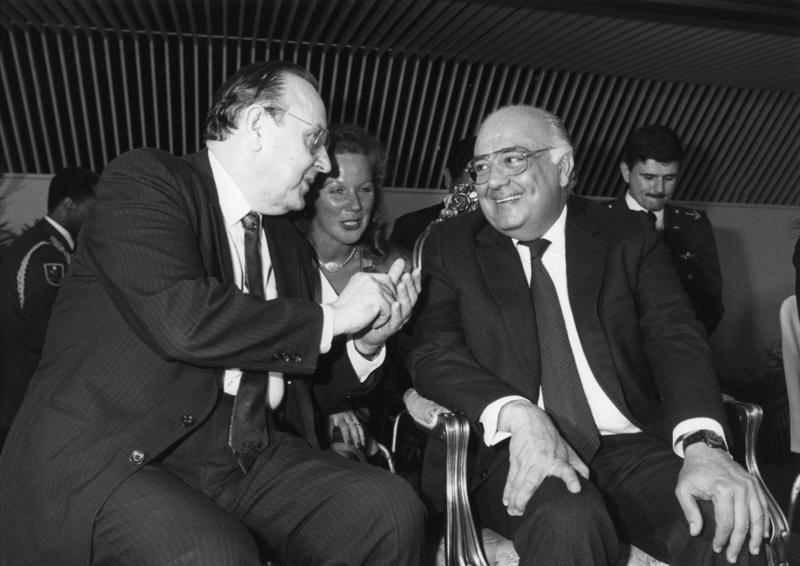
Jaime Lusinchi y el ministro de Asuntos Exteriores de la RFA Hans-Dietrich Genscher en 1987.

Bajo el lema de un gobierno de austeridad y sensibilidad social, Jaime Lusinchi es electo presidente de Venezuela con el 56,72 % del total de los sufragios (3 755 501 votos válidos), en las elecciones presidenciales del 4 de diciembre de 1983. El 2 de febrero de 1984, toma posesión con un parlamento controlado mayoritariamente por su partido, Acción Democrática. En ese sentido, los primeros años de gestión se caracterizan por tratar de fomentar cierta estabilidad, reactivar la economía, el aumento de los precios petroleros y el refinanciamiento de la deuda externa.
En 1987, la incursión de naves colombianas en aguas del Golfo de Venezuela, provocó la llamada Crisis de la corbeta Caldas, durante la cual Lusinchi activó los planes de defensa ante las evidencias de un inminente conflicto bélico con Colombia, ordenando y comandando la mayor movilización militar realizada por las Fuerzas Armadas de Venezuela hasta la fecha.
Su período presidencial culminó la noche del 1 de febrero de 1989 cuando entregó la presidencia de la República al ganador de las elecciones del 4 de diciembre de 1988 por Acción Democrática, Carlos Andrés Pérez, quien ya había gobernado al país en el período constitucional 1974-1979.

### Política económica
Pese a este empuje inicial, la crítica situación económica a principios de su mandato mostraba signos de evidente maltrato por parte de las violentas políticas de devaluación monetaria de su antecesor, Luis Herrera Campíns, conocidas como el viernes Negro del 18 de febrero de 1983 como medida apresurada con el fin de frenar el aumento de la deuda externa, que de 1980 a 1983 pasó de 29 310 millones de dólares a 38 297 millones de dólares, lo que generó un desfalco de más de 700 millones de dólares de las reservas del Banco Central de Venezuela, que llevó en 1983 a un déficit de 4246 millones de dólares para completar una exigencia de 5940 millones de dólares, lo que resultaba irónico y a la vez sospechoso en una nación que no contaba diez años de haber nacionalizado la industria petrolera.
La disparidad del bolívar con respecto al dólar crecería al igual que la inflación, continuando la economía venezolana con su carácter dependiente y monoproductor. Ante esta situación su gobierno decidió reenfocar sus políticas, aumentando salarios, controlando precios y divisas, causando tensiones sociales. En los últimos años de gobierno, el gasto público era exorbitante, y se trató de crear una ilusoria estabilidad económica mediante la Comisión Nacional de Costos, Precios y Salarios (CONACOPRESA), creada por el gobierno con el objeto de regular los precios, vigilar los costos y fijar los salarios.

### Política interna
En el VII Plan de la Nación, presentado por él mismo el 24 de febrero de 1984, se planteó la estrategia de la construcción de un nuevo pacto social y de la reforma del Estado, para lo cual se constituyó el 26 de diciembre de 1984 la Comisión Presidencial para la Reforma del Estado (COPRE), cuyos objetivos incluían, entre otros aspectos compilados, la democratización de los procesos gubernamentales regionales (elección universal, directa y secreta de gobernadores y creación de la figura del alcalde municipal).
Durante su período presidencial, en 1985, el país recibió por primera vez la visita de un sumo pontífice, Juan Pablo II. 
Bajo el gobierno de Jaime Lusinchi, la Dirección de los Servicios de Inteligencia y Prevención (DISIP) detuvo, torturó y ejecutó a nueve activistas sociales bajo el pretexto de que eran guerrilleros en la masacre de Yumare, en Yaracuy, ocurrida en mayo de 1986.

En octubre de 1988 se perpetró la masacre de El Amparo, en el Estado Apure, cuando efectivos militares y policiales del Comando Específico José Antonio Páez pretendieron asesinar a miembros de las guerrillas colombianas en una confusión que resultó en 14 pescadores venezolanos asesinados.

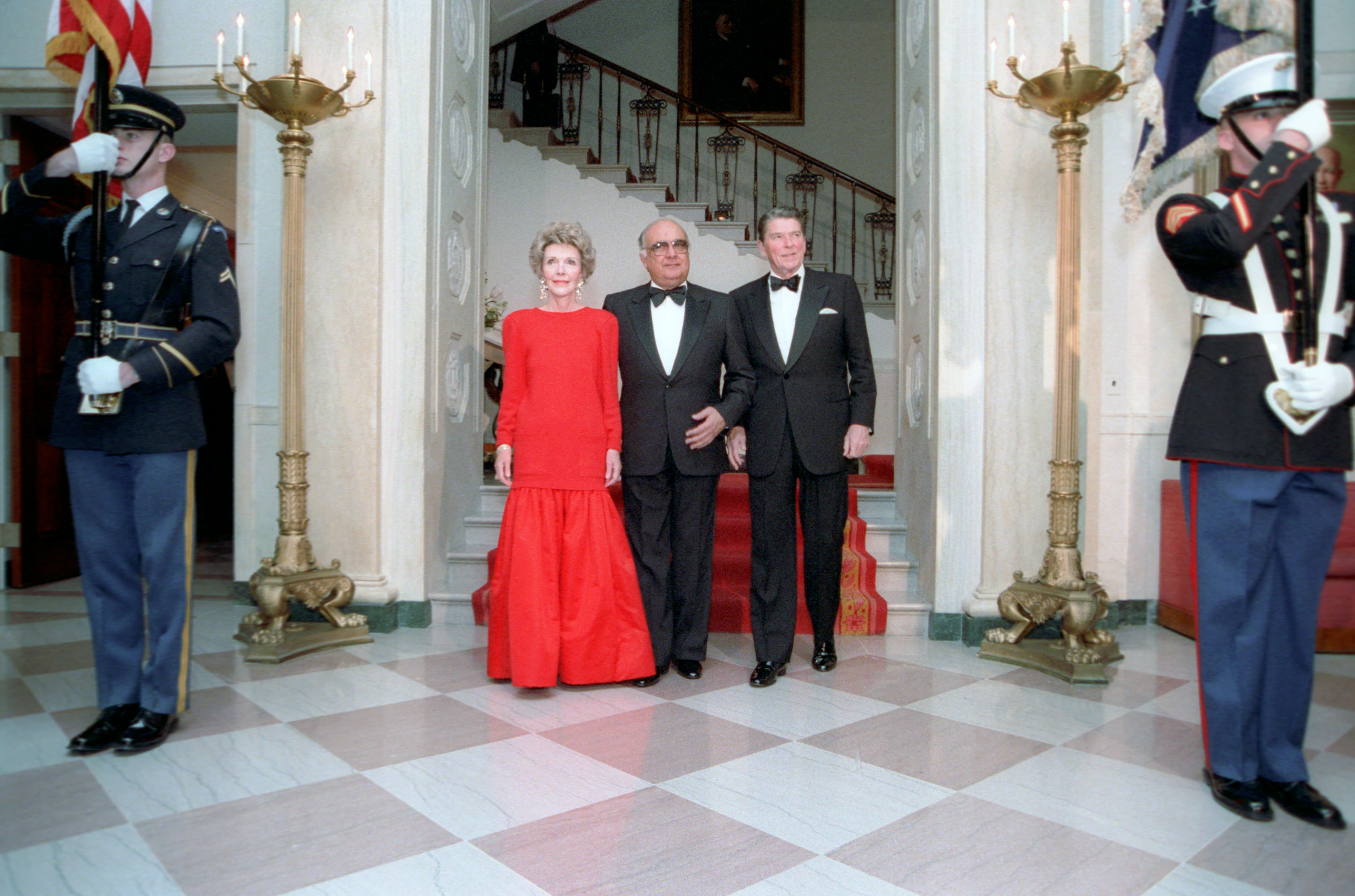
El presidente de Estados Unidos, Ronald Reagan (derecha) y la primera dama estadounidense Nancy Reagan (izquierda) recibiendo a Lusinchi (centro) en la Casa Blanca, Washington D. C. (1984).

### Obras públicas
Durante su gestión de gobierno se construyeron en Caracas: el Paseo Vargas, el Complejo Habitacional «Juan Pablo II» en Montalbán, la Línea 2 del Metro de Caracas (tramo Zoológico/Las Adjuntas-La Paz) y el Hospital «Domingo Luciani», en El Llanito. Además se concluyó la segunda fase de la Central Hidroeléctrica de Guri y la Central Hidroeléctrica San Agatón, parte del complejo Uribante-Caparo; se erigió la Represa del Río Turimiquire, en el Estado Monagas; se dio inicio a la construcción de la Autopista de Oriente y se construyeron 331 615 viviendas en total.

### Corrupción política

#### Caso Blanca Ibáñez
Este período también fue caracterizado por denuncias de moralidad y abuso de poder. Lusinchi se divorció de Gladys Castillo en 1988 debido a la relación extramarital que mantenía con su secretaria privada Blanca Ibáñez, lo cual provocó denuncias en los medios de comunicación. Esto, como causa de su notable influencia en las decisiones presidenciales,que alcanzaron el extremo de nombramientos y destituciones de funcionarios públicos, condicionamiento financiero y social a los contratos públicos y selección de ascensos a Generales de la Fuerza Armada. Incluso, en 1986, una plaza de Caracas fue inaugurada con su nombre.
Ibáñez, con la que Luisinchi acabaría casándose en 1991, fue condenada a un año de cárcel por malversación de fondos públicos, en 1994.

#### Caso RECADI
En cuanto a los escándalos de corrupción administrativa, protagonizó la escena el mal manejo del sistema cambiario en la Oficina de Régimen de Cambio Diferencial (RECADI) que incluiría a partidos políticos, como la compra de 65 autos rústicos para la campaña electoral de Acción Democrática con fondos del Estado, la invención de miles de empresas del Estado que nunca existieron con la única finalidad de solicitar dólares preferenciales, el abuso de los más de 50 000 millones de dólares en el pago de la deuda pública externa que nunca se solventó (en 1984 era de más de 27 000 millones de dólares, en su mayoría a ser pagados en corto plazo, más el anuncio de la suspensión de pagos del 2 de enero de 1989); el mal manejo de recursos del Instituto Nacional de Hipódromos y la gran decepción que causó el balance de las reservas del Banco Central de Venezuela, que en diciembre de 1985 eran de 10.251 millones de dólares, y para 1988 eran de apenas 3.092 millones de dólares.

#### Acusaciones de partidización del Estado
De igual manera fue objeto de controversia el amplio poder que tenía Acción Democrática dentro del gobierno. Mirtha Rivero describe que durante la presidencia de Lusinchi «se decretó entonces la fusión entre partido y gobierno, y AD comenzó a administrar el país». Una de las acciones de Lusinchi fue ordenar que todos los gobernadores de los estados debían ser los secretarios generales de Acción Democrática en la entidad, e igualmente que los gabinetes ejecutivos estadales debían estar integrados por militantes de AD, desplazando a gobernadores y secretarios que no tenían jerarquía dentro del partido, o que incluso no pertenecían al mismo.

## Senador vitalicio y últimos años

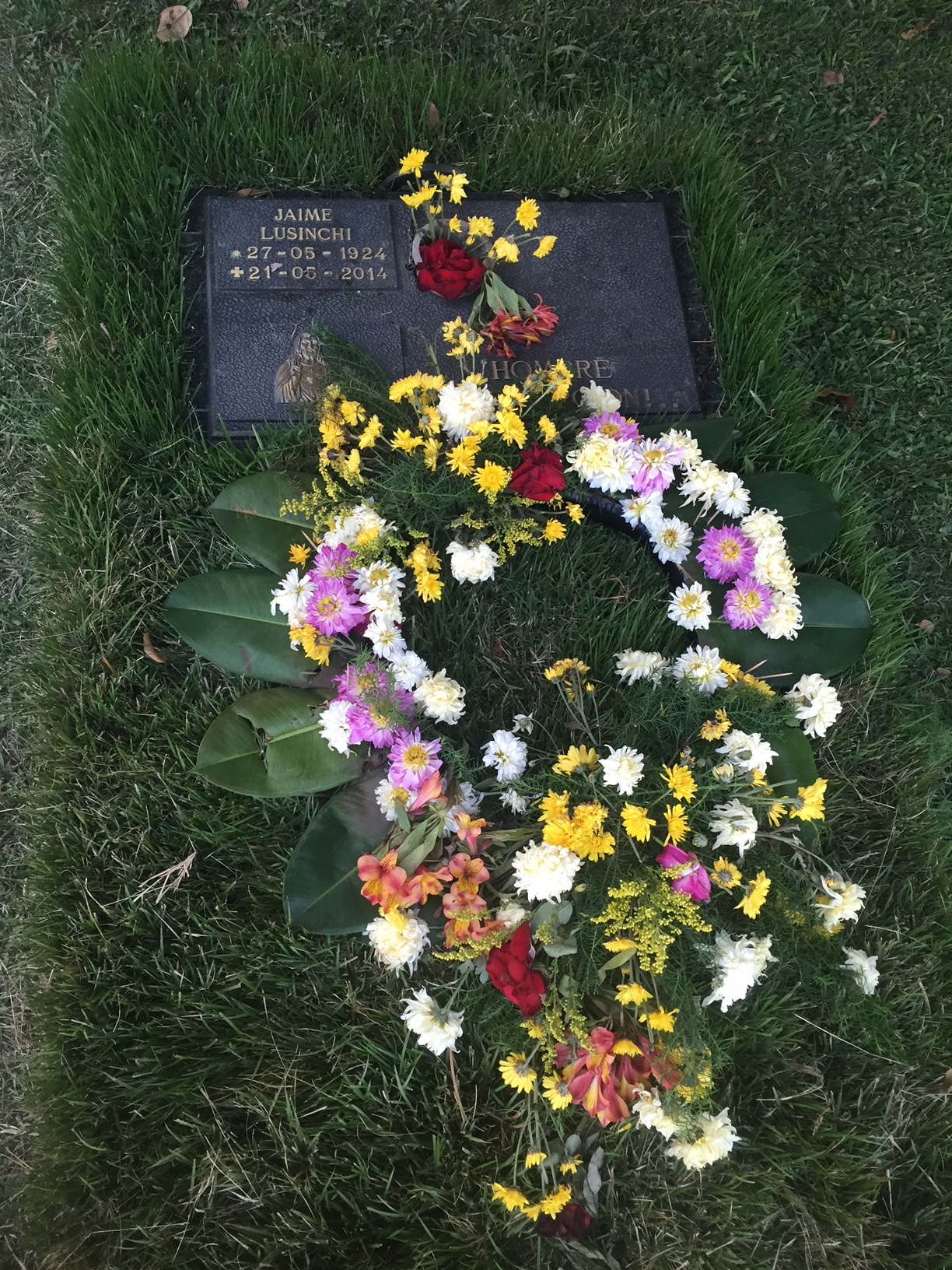
Tumba de Jaime Lusinchi en el Cementerio del Este, Caracas.

Siendo elegido como su sucesor Carlos Andrés Pérez, Lusinchi se incorpora al Congreso como senador vitalicio, por su condición de expresidente, según ordenamiento de la Constitución de 1961.
En noviembre de 1991, el Congreso venezolano emitió una «condena política y moral» contra el expresidente por su participación en los malos manejos económicos e irregularidades administrativas que se produjeron durante su mandato. 

### Juicio por corrupción
En 1993 la Corte Suprema de Justicia aprobó el procesamiento del expresidente, tras hallar indicios de corrupción. A raíz de esto, se trasladó a Costa Rica y Miami, donde residió por un tiempo. Durante su trayectoria política, recibió distinciones y reconocimientos académicos tales como, el doctorado honoris causa de la Universidad de Bar-Ilan de Israel en 1987 y de la Universidad de Houston y la Universidad de Guadalajara en 1983.
En julio de 1994, y nuevamente en febrero de 1997, los tribunales presentaron cargos en su contra. Se abrió un juicio contra el expresidente, presuntamente por el uso ilegal de fondos pertenecientes a la Secretaría de Relaciones Exteriores y al Instituto Nacional de Hipódromos (INH). Pero en octubre de 1999, la Corte Suprema revocó ambas decisiones. 
Si bien posteriormente se abrió una investigación sobre el proceso de cómo sucedió eso, para entonces los cargos de corrupción en su contra habían vencido su término legal de colocación.
Nuevamente en junio de 2006, él y siete exfuncionarios de su gobierno, junto con otros 38 miembros retirados de los servicios de seguridad venezolanos DISIP, fueron acusados de ser culpables de la Masacre de Yumare.

### Fallecimiento
En la noche del miércoles 16 de mayo de 2014, 6 días antes de cumplir 90 años, fue anunciado el fallecimiento del expresidente. Álvaro Lusinchi Castillo, hijo del político, informó que su padre padecía una enfermedad pulmonar y desde varios días antes estaba recluido en terapia intensiva en una clínica de Caracas.